# Chiesa di Santa Maria Assunta (Monteriggioni)
La chiesa di Santa Maria Assunta è il principale luogo di culto cattolico di Monteriggioni, in provincia di Siena, arcidiocesi di Siena-Colle di Val d'Elsa-Montalcino.

## Storia
La storia di questa chiesa è strettamente legata alle vicende del castello di Monteriggioni. Venne costruita tra il 1213, anno di fondazione di Monteriggioni, e il 10 giugno 1235 quando, al suo interno, i delegati dei comuni di Siena e di Poggibonsi accettarono le condizioni di pace con i Fiorentini. La nuova parrocchia che nacque dopo la sua fondazione dipendeva dalla pieve di Marmoraia e riunì i popoli della canonica di Stomennano e della chiesa di San Giovanni a Stecchi.
Lo sviluppo di Monteriggioni fece aumentare l'importanza della chiesa, tanto che alla fine del XIII secolo fu promossa a pieve, vi venne trasferito il titolo di Canonica Sanctae Marie Stemennano e vi fu posto il fonte battesimale. Aveva rendite del tutto paragonabili a quelle delle vicine pievi senesi. Fino ai primi del XIV secolo veniva usata sia per le funzioni religiose sia per quelle civili. Nel 1299 vi fu posta una nuova campana ancora oggi presente; tale campana proveniva forse dalla rocca del castello; il 12 giugno 1313 risulta che l'abate di Isola, signore dei terreni circostanti, vi sedesse abitualmente.
Nel 1360 gli statuti della repubblica di Siena stabilirono i confini del piviere di Monteriggioni: era formato da 10 chiese suffraganee.
Nella prima metà del XIX secolo l'edificio venne in parte trasformato.

## Descrizione

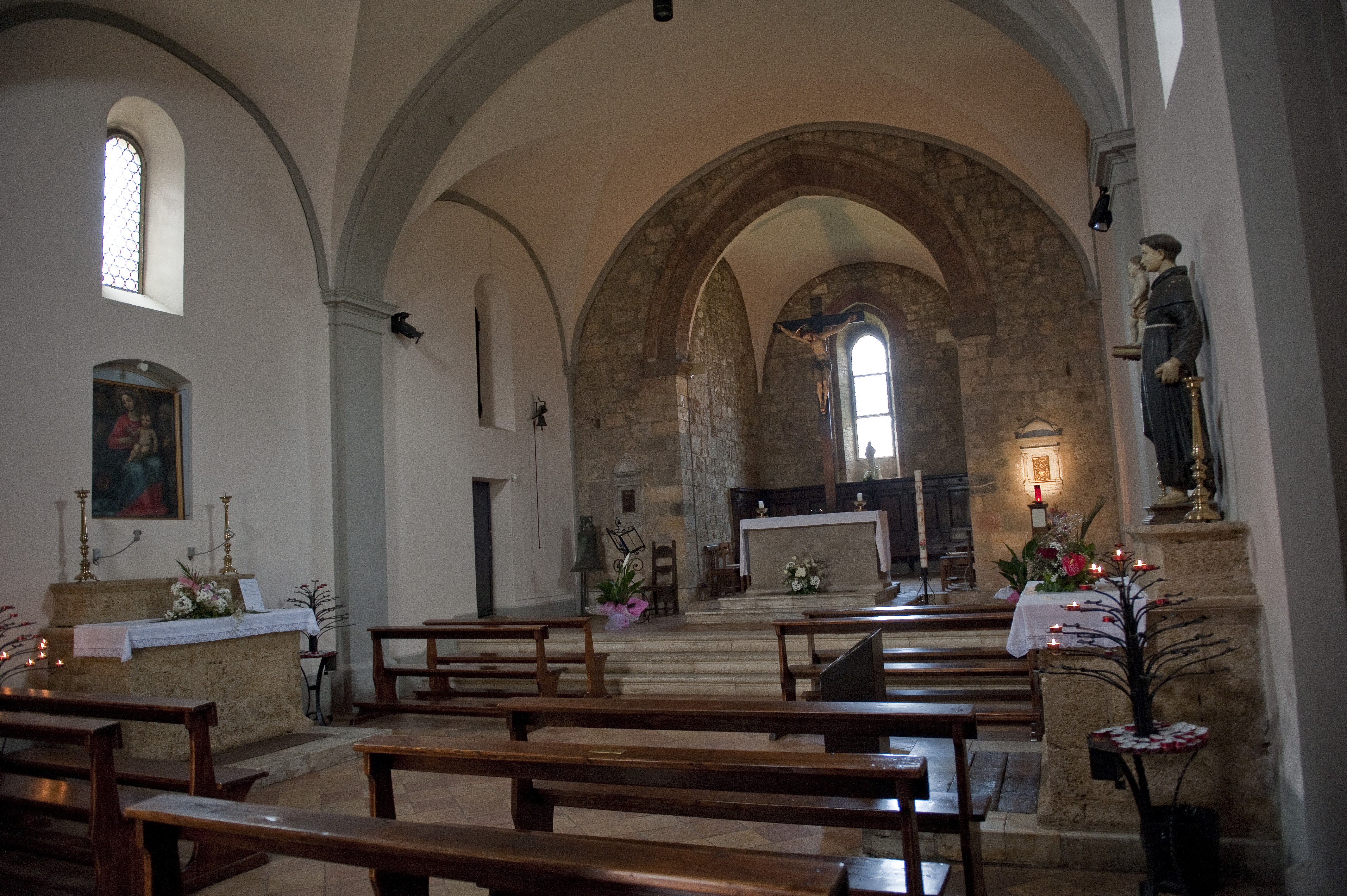
Interno

La chiesa è situata nella piazza principale del borgo e consiste in un edificio a unica navata rettangolare conclusa con una scarsella e coperto con volte.

### Esterno
La facciata è stata realizzata entro il 1235 ed è a capanna con un'apertura a occhio posta sopra il portale. Presenta un paramento murario di travertino di tonalità dorata e i cui conci sono disposti su corsi orizzontali e paralleli molto regolari. Nel portale, solo l'archivolto e lo stipite sinistro sono originali. Lo stesso portale presenta un estradosso crescente di stile fiorentino e una ghiera avvolgente e modanata di gusto pisano, esattamente come nella chiesa di Talciona, realizzata nel 1234. L'occhio è stato realizzato con pezzi di cotto scolpiti a fogliami ed è circondato da una ghiera coordinata col portale.
La fiancata settentrionale è aperta da due monofore a doppio sguancio con archivolto in mattoni e da due portali di cui uno è tamponato. Il fianco meridionale presenta solo due monofore identiche a quelle sull'altro lato, e identico all'altro lato è pure il coronamento realizzato mediante una serie di mensole in cotto dove sono scolpite delle testine umane come nella chiesa di San Jacopo al Tempio a San Gimignano.
La tribuna presenta il volume della scarsella quadrata coperta a crociera, opera appartenente alla prima fase di costruzione della chiesa visto che il coronamento è coordinato alle mensoline delle fiancate. A una fase più tarda appartengono l'ampia monofora al centro del vano e le due ai lati: questi interventi sono databili alla fine del XIII secolo quando la chiesa venne elevata a pieve.
Il campanile, eretto utilizzando materiale antico, risale al XVIII secolo ed è posto sullo spigolo settentrionale della tribuna.

### Interno
L'interno della chiesa è coperto con volte a botte lunettate. La navata è divisa dal presbiterio, rialzato di tre gradini, da un arcone acuto in mattoni. La scarsella è coperta mediante una volta a crociera.
All'interno della chiesa si possono ammirare due tabernacoli del XV secolo, un quadro della Madonna di Lippo Vanni, un crocifisso ligneo e la campana donata alla chiesa dalla Repubblica di Siena nel 1298 e il coro ligneo risalente al XVI secolo.

## Note

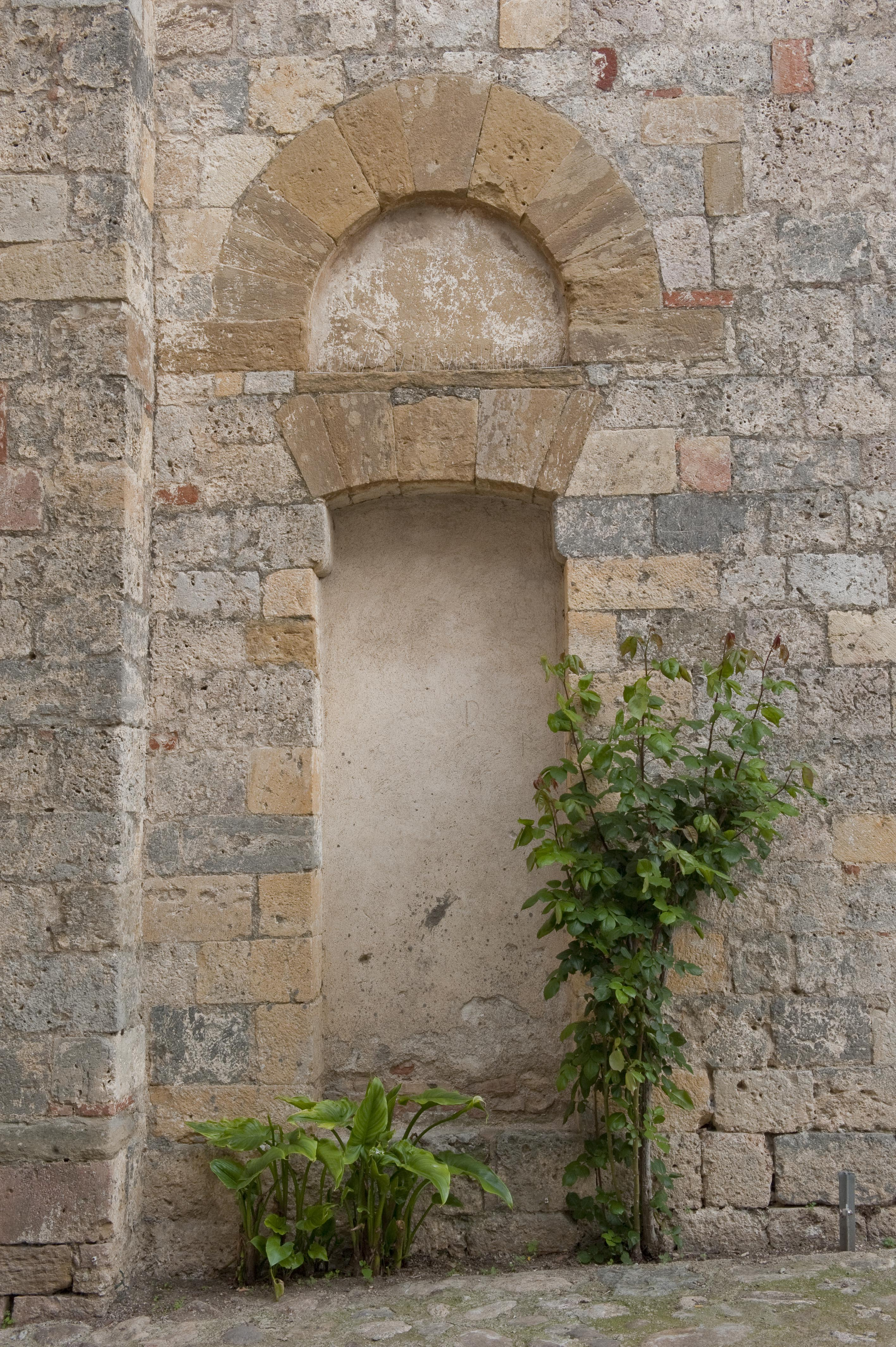
Portale laterale tamponato